# Royale (thema)
Royale (ook bekend als "Media Center stijl", en de blauwe versie ook als "Energy Blue") is een thema uit 2004, dat werd ontwikkeld voor Windows Media Center en Windows XP Tablet PC Edition. Het thema bestaat uit een andere standaardbureaubladachtergrond, en vormgeving. De taakbalk en vensters zijn glinsterend blauw of groen.

## Beschikbaarheid
Het thema werd in december 2004 uitgebracht, en was voor iedereen beschikbaar. Gebruikers van een niet-Media Center editie van Windows XP konden het thema ook handmatig installeren. In 2005 was de download alleen nog maar beschikbaar voor Windows Genuine Advantage-gebruikers, maar het kwam ook op illegale sites waar dat niet nodig was. Op 7 april 2005, was de download weer voor iedereen beschikbaar bij Microsoft Nieuw-Zeeland (het blijkt nu weer te zijn verwijderd uit de lijst van downloads.)
Vanwege de introductie van het Aerothema op Windows Vista is het onwaarschijnlijk dat de stijl beschikbaar zal zijn voor toekomstige versies van Windows.